# Lloyd H. Donnell
Lloyd Hamilton Donnell (* 20. Mai 1895 in Kent’s Hill, Maine; † 7. November 1997 in Palo Alto) war ein US-amerikanischer Ingenieurwissenschaftler für Mechanik.

## Leben
Donnell erhielt 1915 seinen Bachelor-Abschluss in Mechanical Engineering (Maschinenbau) an der University of Michigan und wurde dort 1930 bei Stephen Timoshenko promoviert. Er lehrte an der University of Michigan und war 1930 bis 1933 am Aeronautical Laboratory des Caltech bei Theodore von Kármán. 1933 bis 1939 war er Ingenieur bei Goodyear und entwarf dort Luftschiffe. 1939 bis 1962 war er Professor am Illinois Institute of Technology und danach an der Stanford University. 1974 war er Gastprofessor an der University of Houston.
Donnell ist bekannt für die Entwicklung einer nach ihm benannten Theorie dünner (zylindrischer) Schalen mit Anwendung auf den Entwurf von Monocoques in Flugzeugen und Autos. Er befasste sich auch mit Dynamik, Elastizitätstheorie, Stabilitätsfragen und Wellenausbreitung.
Er ist Ehrendoktor des Illinois Institute of Technology, erhielt 1960 die Wooster Reed Warner Medal der ASME (American Society of Mechanical Engineers), 1968 die Von-Karman-Medaille und 1969 die ASME Medal.
Er war Gründungsherausgeber von Applied Mechanics Reviews.

## Schriften
- Beams, Plates and Shells. McGraw Hill, 1976
- Stability of thin walled tubes under torsion. NACA Report 479, National Advisory Committee on Astronautics, Washington D.C.
- A new theory of buckling of thin cylinders under axial pressure. In: Transactions ASME, Band 56, 1934, S. 795–806
- mit C. C. Wan: Effect of imperfections on buckling of thin cylinders and columns under axial compression. In: J. Applied Mechanics, Band 17, 1950, S. 73–83
- Effect of imperfections on buckling of thin cylinders under external pressure. In: J. Applied Mechanics, Band 23, 1956, S. 569–575
- Effect of imperfections on buckling of thin cylinders with fixed edges under external pressure. In: Proc. 3. US National Congress Applied Mechanics, 11–14 Juni 1958, Providence, Rhode Island. ASME, New York 1958, S. 305–311